# Enzo Couacaud
Enzo Couacaud (Curepipe, 1º marzo 1995) è un tennista francese.

## Statistiche
Aggiornate al 7 aprile 2024.

### Tornei minori

#### Singolare

##### Vittorie (15)
| Legenda        |
| -------------- |
| Challenger (3) |
| Futures (12)   |

| N.  | Data             | Torneo                                           | Superficie  | Avversari in finale      | Punteggio        |
| 1.  | 28 aprile 2013   | F7, Ascalona                                     | Cemento     | Takuto Niki              | 7–5, 6–1         |
| 2.  | 21 luglio 2013   | F28, Istanbul                                    | Cemento     | Bar Tzuf Botzer          | 6–4, 6–1         |
| 3.  | 29 giugno 2014   | F12, Tolone                                      | Terra rossa | Constant Lestienne       | 6-1, 6-2         |
| 4.  | 24 agosto 2014   | F14, Čakovec                                     | Terra rossa | Peter Heller             | 6-2, 6-4         |
| 5.  | 7 settembre 2014 | F17, Bagnères-de-Bigorre                         | Cemento     | Laurent Lokoli           | 6–2, 6–3         |
| 6.  | 30 ottobre 2016  | F8, Thủ Dầu Một                                  | Cemento     | Rishab Agarwal           | 6–2, 6–1         |
| 7.  | 6 novembre 2016  | F9, Thủ Dầu Một                                  | Cemento     | Francis Casey Alcantara  | 6–1, 6–1         |
| 8.  | 11 dicembre 2016 | F5, Giacarta                                     | Cemento     | Yusuke Takahashi         | 6–3, 6–2         |
| 9.  | 18 dicembre 2016 | F6, Giacarta                                     | Cemento     | Kento Takeuchi           | 6–1, 6–1         |
| 10. | 19 marzo 2017    | F1, Ramat HaSharon                               | Cemento     | Edan Leshem              | 6–4, 6–4         |
| 11. | 26 marzo 2017    | F2, Ramat HaSharon                               | Cemento     | Edan Leshem              | 7–5, 6–1         |
| 12. | 12 novembre 2017 | F1, Thủ Dầu Một                                  | Cemento     | Daniiar Duldaev          | 6–1, 6–1         |
| 13. | 9 settembre 2018 | Cassis Open Provence, Cassis                     | Cemento     | Ugo Humbert              | 6-3, 6-2         |
| ND  | 23 febbraio 2020 | Internazionali di Tennis di Bergamo, Bergamo     | Cemento     | Illya Marčenko           | Cancellato       |
| 14. | 28 febbraio 2021 | Gran Canaria Challenger, Las Palmas              | Terra rossa | Steven Diez              | 7–6(5), 7–6(3)   |
| 15. | 7 aprile 2024    | Aberto de Tênis de Santa Catarina, Florianópolis | Terra rossa | João Lucas Reis da Silva | 3–6, 6–4, 7–6(1) |

##### Sconfitte (11)
| Legenda        |
| -------------- |
| Challenger (5) |
| Futures (6)    |

| N.  | Data             | Torneo                                       | Superficie  | Avversari in finale | Punteggio           |
| 1.  | 14 luglio 2013   | F27, Istanbul                                | Cemento     | Henrique Cunha      | 6–2, 2–6, 4–6       |
| 2.  | 18 agosto 2013   | F32, Smirne                                  | Cemento     | Borna Ćorić         | 7–6(0), 6(1)–7, 5–7 |
| 3.  | 23 febbraio 2014 | F4, Adalia                                   | Cemento     | Kimmer Coppejans    | 5–7, 2–6            |
| 4.  | 5 ottobre 2014   | F21, Nevers                                  | Cemento (i) | Niels Desein        | 1–6, 7–6(7), 2–6    |
| 5.  | 29 novembre 2015 | F2, Limassol                                 | Cemento     | Miki Janković       | 1–6, 2–6            |
| 6.  | 4 dicembre 2016  | F4, Giacarta                                 | Cemento     | Shintaro Imai       | 6(3)–7, 3–6         |
| 7.  | 21 luglio 2019   | Gatineau Challenger, Gatineau                | Cemento     | Jason Kubler        | 4–6, 4–6            |
| 8.  | 23 maggio 2021   | Biella Challenger, Biella                    | Terra rossa | Thanasi Kokkinakis  | 3–6, 4–6            |
| 9.  | 9 gennaio 2022   | Bendigo International, Bendigo               | Cemento     | Ernesto Escobedo    | 7–5, 3–6, 5–7       |
| 10. | 7 gennaio 2024   | Internationaux de Nouvelle-Calédonie, Nouméa | Cemento     | Arthur Cazaux       | 1-6, 1–6            |
| 11. | 31 marzo 2024    | São Léo Open, São Leopoldo                   | Terra rossa | Daniel Vallejo      | 3-6, 2-6            |

## Risultati in progressione
| Sigla | Risultato               |
| ----- | ----------------------- |
| V     | Vincitore               |
| F     | Finalista               |
| SF    | Semifinalista           |
| O     | Oro olimpico            |
| A     | Argento olimpico        |
| SF    | Bronzo olimpico         |
| QF    | Quarti di Finale        |
| 4T    | Quarto turno            |
| 3T    | Terzo turno             |
| 2T    | Secondo turno           |
| 1T    | Primo turno             |
| RR    | Round Robin             |
| LQ    | Turno di qualificazione |
| A     | Assente                 |
| ND    | Non disputato           |

| Legenda superfici    |
| -------------------- |
| Cemento              |
| Terra battuta        |
| Erba                 |
| Superficie variabile |

### Singolare
| Tornei Grande Slam         |               |               |     |               |               |               |               |     |     |     |
| Australian Open, Melbourne | Q2            | Q2            | A   | A             | A             | A             | Q2            | A   | Q3  | 0-0 |
| Roland Garros, Parigi      | Q1            | Q1            | A   | A             | A             | Q3            | Q3            | 2T  |     | 1-1 |
| Wimbledon, Londra          | A             | Q3            | A   | A             | A             | Q3            | ND            | Q2  |     | 0-0 |
| US Open, New York          | A             | Q1            | A   | A             | A             | Q2            | A             | Q3  |     | 0-0 |
| Vittorie-Sconfitte         | 0-0           | 0-0           | 0-0 | 0-0           | 0-0           | 0-0           | 0-0           | 1-1 | 0-0 | 1-1 |
| Nazionale                  |               |               |     |               |               |               |               |     |     |     |
| Giochi Olimpici            | Non disputati | Non disputati | A   | Non disputati | Non disputati | Non disputati | Non disputati | A   | ND  | 0-0 |
| Vittorie-Sconfitte         | Non disputati | Non disputati | 0-0 | Non disputati | Non disputati | Non disputati | Non disputati | 0-0 | ND  | 0-0 |
| Ranking di fine anno       | 239           | 434           | 419 | 518           | 284           | 192           | 211           | 179 |     |     |

### Doppio
| Tornei Grande Slam         |               |               |     |               |               |               |               |     |     |     |
| Australian Open, Melbourne | A             | A             | A   | A             | A             | A             | A             | A   |     | 0-0 |
| Roland Garros, Parigi      | A             | 1T            | A   | A             | A             | 2T            | 1T            | A   |     | 1-3 |
| Wimbledon, Londra          | A             | A             | A   | A             | A             | A             | ND            | A   |     | 0-0 |
| US Open, New York          | A             | A             | A   | A             | A             | A             | A             | A   |     | 0-0 |
| Vittorie-Sconfitte         | 0-0           | 0-1           | 0-0 | 0-0           | 0-0           | 1-1           | 0-1           | 0-0 | 0-0 | 1-3 |
| Nazionale                  |               |               |     |               |               |               |               |     |     |     |
| Giochi Olimpici            | Non disputati | Non disputati | A   | Non disputati | Non disputati | Non disputati | Non disputati | A   | ND  | 0-0 |
| Vittorie-Sconfitte         | Non disputati | Non disputati | 0-0 | Non disputati | Non disputati | Non disputati | Non disputati | 0-0 | ND  | 0-0 |

### Doppio misto
Nessuna Partecipazione